# Обессоливание
Обессоливание — удаление солей и воды из нефти перед подачей на переработку.
Эффективное обессоливание позволяет значительно уменьшить коррозию технологического оборудования установок по переработке нефти, предотвратить дезактивацию катализаторов, значительно улучшить качество получаемых продуктов (топлив, нефтяного кокса, битумов и др.).

## Методы обессоливания нефти
Нефтеперерабатывающие предприятия в своей работе используют пять основных вариантов очищения:
- тепловой;
- с использованием метода гравитации;
- основанный на химических реакциях;
- электрический;
- комбинированного типа.

## Сырьё и продукция
Сырьё — нефть, содержащая воду и соли. Продукция — обессоленная и обезвоженная нефть, содержащая 3-4 мг/л солей и до 0,1 %(масс.) воды.